# Vlag van Colorado
De vlag van Colorado bestaat uit drie even hoge horizontale banen; de bovenste en onderste zijn blauw, de middelste is wit. Over de middelste baan, en deels over de andere twee banen, staat een rode letter "C", die gevuld is met een gouden cirkel.
Alle elementen van de vlag hebben een eigen symboliek. Het blauw symboliseert de lucht, het wit de besneeuwde bergen van Colorado, het rood de aarde en de gouden cirkel de zon. De "C" is de eerste letter van de naam van de staat.
De staat had één officiële vlag voor de huidige, van 1907 tot 1911. De vlag werd in 1911 ontworpen door Andrew Carlisle Johnson en op 5 juni van dat jaar officieel aangenomen. De exacte afmetingen van de "C" werden, evenals de exacte kleuren, niet vastgelegd. Dit had tot gevolg dat er diverse varianten van de vlag in omloop kwamen. De exacte vereisten werden pas op 28 februari 1929 vastgelegd, waarbij werd besloten dat de kleuren blauw en rood hetzelfde zouden zijn als op de vlag van de Verenigde Staten. Op 31 maart 1964 besloot men om de diameter van de cirkel even groot te laten zijn als de hoogte van de middelste baan.

? Vlag van Colorado (1907-1911)
? Vlag van Colorado (1911-1964)